# Eupithecia mundiscripta
Eupithecia mundiscripta là một loài bướm đêm trong họ Geometridae.